# セイシェル (鉄道車両)

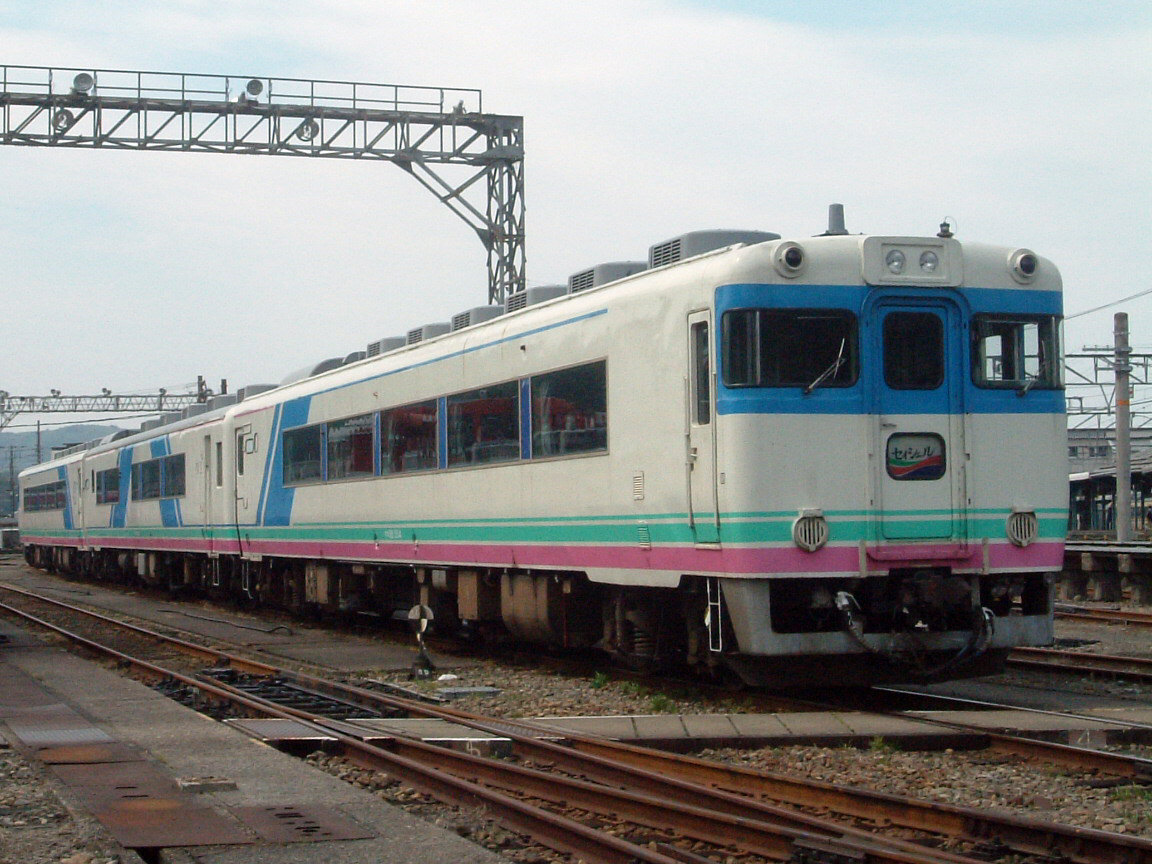
「セイシェル」（2004年5月）

セイシェル (Seychelle) は、西日本旅客鉄道（JR西日本）が1989年（平成元年）から2005年（平成17年）まで保有していた鉄道車両（気動車）で、ジョイフルトレインと呼ばれる車両の一種である。
福知山支社向けに後藤車両所（現・後藤総合車両所）でキハ58形気動車2両とスハフ12形客車を1両を改造して製作された。

## 改造の経緯

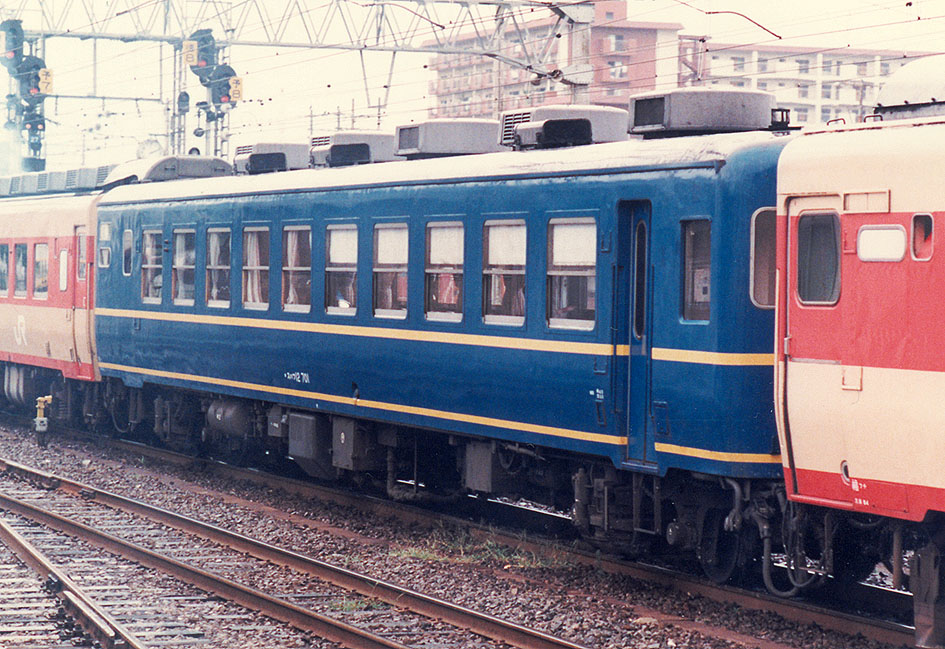
「いこい」

「セイシェル」が登場する以前、福知山支社では本格的なジョイフルトレインを持たず、スハフ12形客車を改造した団体専用列車「いこい」（スハフ12 701）を1両保有するのみであった。このスハフ12 701は日本国有鉄道（国鉄）時代の1985年（昭和60年）に後藤工場でスハフ12 5を改造した車両で、客室の車掌室側半分を畳敷きの和室、便所・洗面所側半分を絨毯敷きの洋室に改造し、洋室と和室はアコーディオンカーテンで仕切ることが可能で、ミニキッチンを備えるという構造であった。
スハフ12 701は落成当初、他の客車列車に連結されて運用されたが、国鉄分割民営化後は客車列車が減少したため気動車2両の間に挟みこまれて団体臨時列車で運用されるようになった。その後、福知山支社に本格的ジョイフルトレインを配置する要望が高まったのを受けて、この運用形態をそのまま受け継いだジョイフルトレインを製作することになり、キハ58形気動車2両とスハフ12 701が改造された。
愛称名の「セイシェル」は福知山支社が発行する情報誌の誌名にちなむ。リゾート地として知られるアフリカの島国セーシェル共和国から転じて、福知山支社のエリアから楽園を求め旅立つイメージとされた。

## 編成
以下の3両編成で構成される。車両番号の横の（ ）内は旧車両番号。すべてグリーン車扱いである。
- キロ59 554（キハ58 1111） - 定員36人
- キサロ59 501（スハフ12 701） - 定員20人
- キロ59 555（キハ58 1119） - 定員36人

## 構造

### 車体
前面では、貫通扉の窓下にヘッドサインを設置し、貫通幌は枠ごと取り外しているほか、上部の列車種別表示装置のあった部分に前照灯が移設され、前照灯のあった位置に尾灯が移設されている。これにより前面形状が若干変化している。
キサロ59形はスハフ12 701に改造された際に便所・洗面所側の出入口がふさがれていたが、キロ59形では側面前位の出入口扉がふさがれている。これにより各車とも出入口は1か所のみとなっている。窓は広島支社の「リゾートサルーン・フェスタ」を参考に従来の窓2枚分の開口部をつなぎ、連続風の1枚の横長の固定窓として展望を向上させている。キロ59形では車体側面にこの横長窓を5枚配し、キサロ59形では車体側面に横長窓を3枚と従来の窓をベースに固定化した窓2枚を配する。
車体塗装は清潔をイメージした白のアイボリーホワイト地に車体裾に安らぎをイメージした緑のエメラルドグリーン色と活性をイメージした赤のチェリーピンク色の帯を入れ、前面窓周りと側面の斜線にJR西日本のコーポレートカラーである青色に塗装し側面斜線はJR西日本の旅行ブランド「WENS」の頭文字をアレンジしたものとされた。また側面窓の間を青色に塗装して窓を連続的に見せているほか、キロ59形では後方に1本、キサロ59形では側面両側に2本の青色の斜めストライプを入れている。この斜めストライプは3両編成を組むとJR西日本を示す“W”の字の形になる。

### 車内
客室は横4列の回転式リクライニングシートとなっている。リクライニングシートは「スーパーサルーンゆめじ」で採用された座席と同様で、背もたれから独立した前方可倒式のヘッドレストを取り付け、肘掛け内には折りたたみ式のテーブルが内蔵されている。また座席は前後の向きを変えるだけでなく、45度おきに固定することが可能で、窓側に向けて固定した場合、座席全体を後ろに下げることができる。窓割りと一致するように座席を配置しており、座席の前後間隔は種車と同じくキロ59形が1470mm、キサロ59形が1580mmと広い間隔になっている。床面は全面絨毯敷きで、天井の蛍光灯はグローブ付きとなっている。各車の客室仕切り壁部分にはモニタテレビを設置している。カラオケ装置も装備している。
キサロ59形では車両の約半分が「くつろぎコーナー」というフリースペースとなっている。くつろぎコーナーではソファ、テーブルと、ショーケース付きカウンターテーブル、冷水器を設置し、カウンター内に冷蔵庫を設置している。天井にはシャンデリアを新設している。
キロ59形では運転室後部のデッキ跡に荷物置場と機器室を設置している。
窓が固定窓となったため、各車とも強制換気装置が新設されている。

### 台車・機器
台車・走行機器は変更されておらず、キロ59形がDT22C形台車、DMH17Hエンジン、キサロ59形がTR217A台車のままである。キサロ59形のCLブレーキについては、キロ59形のDAE1ブレーキとの釣り合いをとるため、初込め圧力と応荷重弁調整値が変更された。
冷房装置は各車とも従来のAU13A形分散式冷房装置のままであるが、キロ59形については冷房装置1台が撤去された。冷房電源はキサロ59形のDMF15HZ-G形エンジンとDM82形発電機をそのまま使用しているため、キロ59形では給電回路が従来の400Vから440Vに変更された。
暖房装置は客室部が電気温風暖房、キサロ59形の「くつろぎコーナー」が電気暖房となっている。

## 運用
福知山運転所に配置され、1989年10月27日に営業運転を開始した。1999年（平成11年）10月2日付で福知山運転所から豊岡鉄道部に転属している。
団体臨時列車や多客臨時列車で使用されていたが、2005年1月に団体臨時列車として運転されたのを最後に運用離脱し、同年3月31日付で廃車となった。